# Newmarket, Suffolk
Newmarket är en stad och civil parish i distriktet West Suffolk i Suffolk i England, som är känd för sin galoppsport. Staden har två galoppbanor och 100-tals hektar träningsbanor och är hemvist för fler än 3 500 galopphästar. Hästsport har funnits i Newmarket sedan 1194.
Orten hade 14 995 invånare 2001.